# Chitradurga

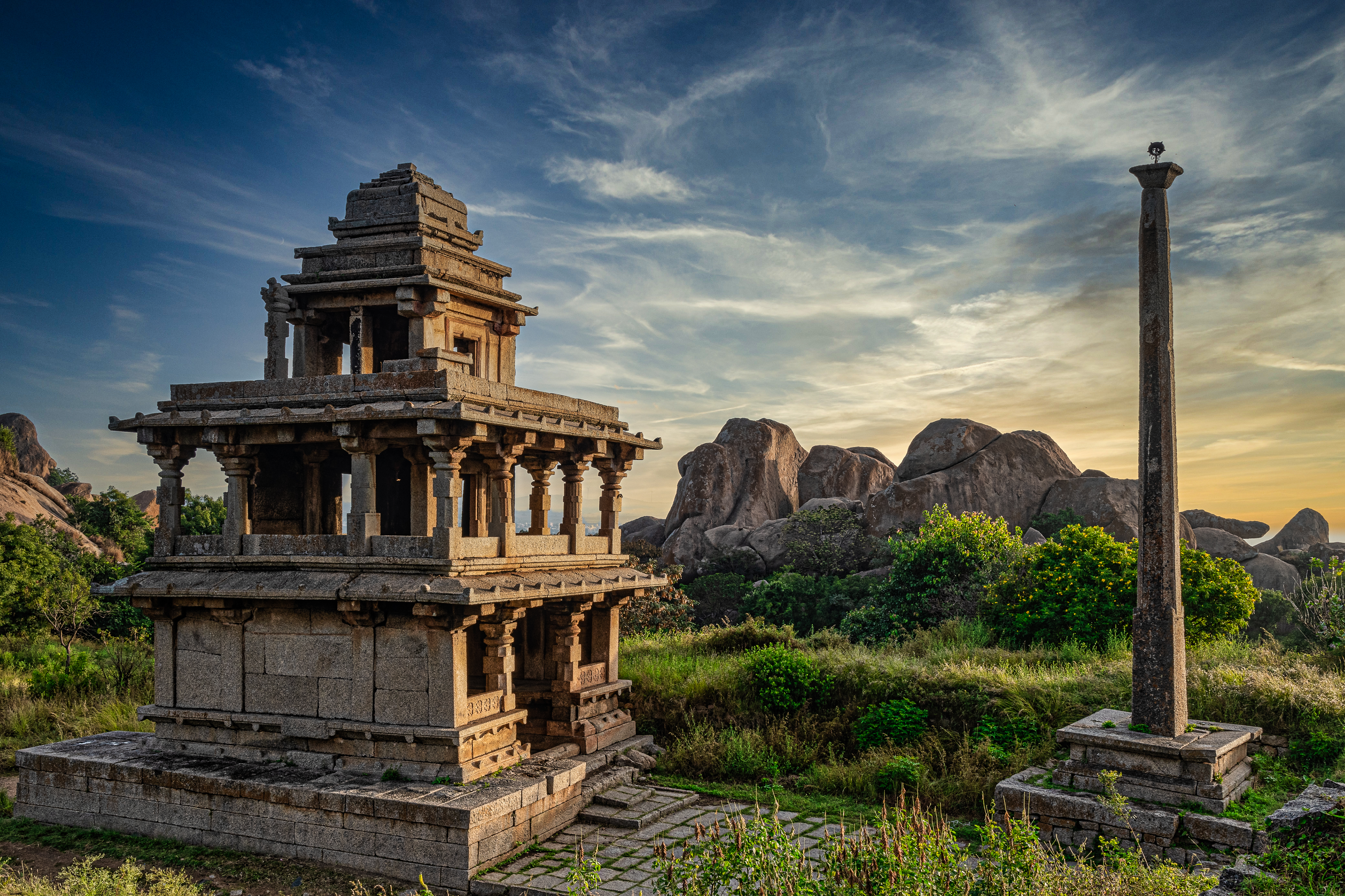
Le Gali Mantapa, temple à Chitradurga. Novembre 2020.

Chitradurga (kannada : ಚಿತ್ರದುರ್ಗ) est une ville de l'État du Karnataka en Inde, et le chef-lieu administratif du district homonyme.
Elle est traversée par la route nationale 50.